# Jokubauskas
Jokubauskas ist ein litauischer männlicher Familienname.

## Herkunft
Der Name ist abgeleitet vom litauischen Vornamen Jokūbas, einer Form von Jakob.

## Weibliche Formen
- Jokubauskė (neutral)
- Jokubauskaitė (ledig)
- Jokubauskienė (verheiratet)

## Namensträger
- Petras Jokubauskas (* 1947), Politiker, Bürgermeister von Tauragė
- Rytis Jokubauskas (* 1977),  Rechtsanwalt und Politiker, Vizeminister, stellvertretender Justizminister